# Bashu, gharibeye koochak
Bashu, gharibeye koochak (persa: باشو غریبه کوچک, Bashu, el petit foraster), és una pel·lícula dramàtica iraniana de 1986 dirigida per Bahram Beyzai. Va ser produïda en 1986, i llançada en 1989. Aquesta pel·lícula multi-ètnica va ser la primera del cinema iranià a fer ús de l'idioma de l'Iran del nord, el gilaki, en un context seriós en lloc de com a alleujament còmic. Susan Taslimi que va interpretar el personatge principal, Naii, també és gilaki. Entre el repartiment hi ha Farrokhlagha Houshmand (interpretant la seva cunyada).
Bashu, gharibeye koochak va ser votada com la "Millor Pel·lícula Iraniana de tots els temps", al novembre de 1999 segons una enquesta realitzada per la revista persa de cinema "Picture World" que va comptar amb 150 crítics i professionals de l'Iran
El 2004 es va informar que la pel·lícula Kaazhcha es va inspirar en aquesta pel·lícula.

## Argument
La pel·lícula tracta sobre un jove afroiranià de Khuzestan, província del sud de l'Iran, durant la Guerra Iran-Iraq. Els seus pares són assassinats en un bombardeig al seu llogaret i ell escapa en un camió de càrrega cap al nord. Finalment troba refugi en la granja d'una dona gilaki, Naii, qui té dos fills petits. Inicialment, Naii intenta espantar a Bashu, però després s'apiada d'ell i deixa menjar per ell. Encara que d’antuvi Naii és ambivalent cap a Bashu, i ell és inicialment sospitós d'ella, arriben a confiar l'un en l'altre, i Bashu es converteix en un membre més de la família, i fins i tot crida a Naii "mamà". Sent que Bashu parla àrab, mentre que Naii i els seus fills parlen gilaki, tenen problemes per a comunicar-se l'un amb l'altre, encara que Bashu és capaç de parlar i llegir persa (per exemple en l'escena on ell recull el text escolar, llegint un passatge d'aquest en un intent d'apaivagar als nens que el colpegen). En un gest de reciprocitat i tal vegada amor, Bashu es preocupa per Naii quan ella cau malalta, com ella ho havia fet per ell, plorant per ella.
Durant tota la pel·lícula, Naii manté correspondència amb el seu marit, un veterà de guerra en cerca d'ocupació, que ha estat absent durant bastant temps. Ella li diu sobre Bashu, i li demana que torni a casa a temps per a ajudar amb la collita. Bashu es converteix en ajudant de Naii a la granja, i fins i tot l'acompanya al basar per vendre les seves mercaderies. Durant tota la pel·lícula, Bashu té visions dels seus familiars morts.
Els altres adults al poble molesten Naii sobre haver pres a Bashu, sovint fent mofa de la seva pell fosca i el seu idioma diferent, i fan comentaris sobre la rentada de la foscor de la seva pell. A més dels vilatans adults, els nens d'edat escolar es burlen i colpegen Bashu, encara que els nens estan, en última instància, més disposats a acceptar Bashu que els adults. En una escena en la qual és burlat, Bashu recull un llibre de text i llegeix en veu alta un passatge, declarant que "tots som fills de l'Iran". Abans d'aquest punt, els nens havien assumit que Bashu era mut o estúpid.

## Repartiment
| Actor                | Personatge     |
| -------------------- | -------------- |
| Susan Taslimi        | Naii           |
| Parviz Poorhosseini  | Espòs de Naii  |
| Adnan Afravian       | Bashu          |
| Bashu                | Adnan Afravian |
| Akbar Doodkar        |                |
| Farokhlagha Hushmand |                |

## Temes
A través dels intents de Bashu per guanyar l'acceptació en un poble on la seva pell fosca i la seva llengua àrab del Khuzestan transmeten el seu desplaçament, la pel·lícula de Beyzai critica el etnocèntric nacionalisme persa i desafia el sentiment anti-negre a l'Iran, destacant la tibant relació entre el nacionalisme i el gènere.

### Gènere
Bashu funciona com una declaració en contra de la guerra i dels esforços del govern postrevolucionari per a restablir els valors patriarcals. L'última pel·lícula en la trilogia de pobles de Beyzai, porta els seus dos principals arquetips—la poderosa i independent dona i l'idealista orfe vagant junts per a redefinir el sentit de la nacionalitat i la condició de la dona a l'Iran.
Durant tota la pel·lícula, les diferències lingüístiques fan el camí de Bashu més difícil. El persa va ser estandarditzat com l'idioma oficial de l'Iran en 1935. Es va convertir en el mètode predominant a través del qual els iranians educats de diverses ètnies, predominantment homes, podien comunicar-se l'u amb l'altre. La normalització del persa va coincidir amb un augment dramàtic en el nacionalisme etnocèntric persa, caracteritzat per un augment en la ostracización de la cultura i l'idioma àrab, així com tots els altres que es desviaven de les recentment definida normes perses. Com es veu en la pel·lícula, aquesta normalització de l’etnocéntrisme nacionalista va tenir una conseqüència en les relacions de gènere dins de la nació; l'estat d'idiomes donava poc valor als llogarets locals i, sovint, excloïa a les dones dels espais de poder dins de l'estructura de l'estat-nació.

### Racisme
Transportant els sentiments anti-negre que plagan l'Iran, els vilatans en la pel·lícula amb freqüència comparen a Bashu amb el carbó, li va dir lladre i mal presagi, i intenten exfoliar la seva negror per tornar-ho un "blanc net". La seva intel·ligència i humanitat és només breument reconeguda durant l'escena en la qual és assetjat per nens locals del llogaret. Un dels nens colpeja a Bashu a terra, on té dues opcions: una roca o un llibre. Ell pren el llibre i llegeix una icònica línia nacionalista persa: "som els fills de l'Iran, l'Iran és el nostre país". Només a través d'això Bashu és capaç d'obrir-se un espai per a existir al poble.
Malgrat aquest esdeveniment, el seu color continua marcant-lo com un un altre, com quan els nens del poble es van burlar d'ell en cantar en el seu idioma natiu i realitzar una dansa ritual.
Bashu explora la possibilitat de comunicar-se a través de la lingüística, geografia i ètnia dividida en la construcció d'una identitat iraniana que és conscient de la seva diversitat. Mentre apunta a la llengua i l'etnicitat com a marcadors d’alteritat en l'actual estructura de la nació, la pel·lícula segueix el procés que transforma a Bashu en un igual per a Na i i, a través de la autonomia d'ella, també per als vilatans.
Com la primera pel·lícula al cinema iranià que desafia la idea d'una sola nació, Bashu promou ètnicament el sentit de la unitat que representa les crues emocions humanes en escenes on els protagonistes parlen en la seva llengua regional. El gilaki persa de Naii i el àrab del Khuzestan de Bashu funciona per a intensificar la simbòlica orquestració de les imatges visuals i auditives en la pel·lícula, que presenten a l'Iran com un microcosmos, una nació multi-ètnica que ha de reconèixer la seva varietat per a transcendir les limitacions de l'etnocentrisme." La pel·lícula va ser capaç de promoure el comentari social en un subversiu govern que era digne d'esment en el seu moment.